# 2013 GY136
2013 GY136, também escrito como 2013 GY136, é um objeto transnetuniano que está localizado no disco disperso, uma região do Sistema Solar. Este corpo celeste está em uma ressonância orbital de 2:5 com o planeta planeta. Ele possui uma magnitude absoluta de 7,6 e tem um diâmetro estimado de 133 km.

## Descoberta
2013 GY136 foi descoberto no dia 9 de abril de 2013 pelo Outer Solar System Origins Survey.

## Órbita
A órbita de 2013 GY136 tem uma excentricidade de 0,418 e possui um semieixo maior de 55,961 UA. O seu periélio leva o mesmo a uma distância de 32,595 UA em relação ao Sol e seu afélio a 79,327 UA.